# Union Europäischer Föderalisten
Die Union Europäischer Föderalisten (UEF) ist eine übernationale Vereinigung mit Sitz in Den Haag und Generalsekretariat in Brüssel, deren vorrangiges Ziel die Förderung des europäischen Föderalismus ist. Sie strebt die Demokratisierung der Europäischen Union und die Schaffung eines föderalen europäischen Bundesstaats an. Die größten Sektionen der UEF sind die Europa-Union Deutschland, das italienische Movimento Federalista Europeo und die Europäische Föderalistische Bewegung in Österreich. Die UEF ist eine der über dreißig Mitgliedsorganisationen des Netzwerkes Europäische Bewegung International. Ihre Jugendorganisation nennt sich Junge Europäische Föderalisten.

## Geschichte
Der Verein entstand 1946 als europaweiter Zusammenschluss verschiedener nationaler Vereine, die die Bildung eines europäischen Bundesstaates anstrebten. So existierten seit den zwanziger Jahren in verschiedenen Kantonen der Schweiz Gruppen, die sich, teils durch die 1923 in Wien gegründete Paneuropa-Union des Grafen Coudenhove-Kalergi angeregt, für eine föderale Einheit Europas einsetzten. Am 24. Juni 1934 entstand aus diesen Gruppen die Schweizer „Europa-Union“, aus der die heutige Neue Europäische Bewegung Schweiz hervorging.
Im August 1938 wurde in London die „Pax Union“ gegründet, die sich bald darauf „Federal Union“ nannte und 1940 in Großbritannien mehr als 1000 Mitglieder hatte. In Frankreich gründete sich im Dezember 1941 eine Widerstandsgruppe gegen die deutsche Besatzung mit dem Namen „Combat“, die eine gleichnamige Zeitung herausgab, in der als Ziel die Schaffung der Vereinigten Staaten von Europa gefordert wurde. In Italien entstand 1943 das Movimento Federalista Europeo, das vor allem von dem antifaschistischen Widerstandskämpfer Altiero Spinelli initiiert worden war. Dieser hatte 1941 auf der italienischen Verbannungsinsel Ventotene zusammen mit Ernesto Rossi das sozialistisch inspirierte Manifest von Ventotene verfasst, das zur revolutionären Gründung eines europäischen Bundesstaates nach Ende des Zweiten Weltkriegs aufrief und vor allem in europäischen Widerstandskreisen Verbreitung fand. Im Mai 1944 kam es in Genf zu einer Konferenz von Widerstandskämpfern, auf der eine Deklaration zugunsten einer europäischen Föderation verfasst wurde, die gedanklich von dem Manifest von Ventotene beeinflusst war. Anlässlich des Zusammenschlusses französischer Widerstandsgruppen im Juni 1944 unter dem Namen Comité Français pour la Fédération Européenne wurde eine Erklärung veröffentlicht, die auf die Notwendigkeit einer europäischen Föderation hinwies.

Hertensteiner Kreuz

Nach dem Ende des Weltkrieges trafen sich auf Einladung der Schweizer Europa-Union im September 1946 Vertreter des europäischen Föderalismus, die im Hertensteiner Programm zwölf Thesen zum europäischen Bundesstaat vorlegten. Nach weiteren Konferenzen in Luxemburg und Basel erfolgte in Paris am 17. Dezember 1946 die Gründung der Union Europäischer Föderalisten. Die treibenden Kräfte bildeten dabei vor allem die früheren französischen, niederländischen und italienischen Widerstandskämpfer um Altiero Spinelli. Auch in Deutschland verbreitete sich nach dem Weltkrieg die Idee des europäischen Föderalismus; 1947 gründete sich die Europa-Union Deutschland, die kurz darauf als nationale Sektion der UEF beitrat. Wichtige deutsche Förderer der internationalen Arbeit der UEF waren Eugen Kogon und Carlo Schmid.

Historische Flagge der Europäischen Bewegung. Sie wurde später zur Flagge der Europäischen Föderalisten.

Die hochgesteckten Ziele der Föderalisten nach einem europäischen Bundesstaat „ohne Wenn und Aber“ konnte die UEF in der Folgezeit jedoch nicht erreichen. 1948 suchte sie auf dem Haager Europa-Kongress den Schulterschluss mit dem im Vorjahr gegründeten United Europe Movement (UEM), das von Winston Churchill inspiriert war und von seinem Schwiegersohn Duncan Sandys geleitet wurde. Als Dachverband der verschiedenen Europaverbände wurde die Europäische Bewegung gegründet. Anders als die UEF verfolgte das UEM jedoch vor allem die intergouvernementale Zusammenarbeit der europäischen Regierungen und strebte allenfalls einen Staatenbund, keinen Bundesstaat an. Tatsächlich war das Ergebnis der gemeinsamen Bemühungen, der 1949 gegründete Europarat, für viele Aktivisten der UEF eine Enttäuschung. Altiero Spinelli behauptete gar, Churchills UEM habe die Föderalisten betrogen: Ihm sei es nur darum gegangen, eine antikommunistische Gegenbewegung zur UEF aufzubauen und einen europäischen Bundesstaat zu verhindern.
Auch die Gründung der Europäischen Gemeinschaft für Kohle und Stahl 1952 und der Europäischen Wirtschaftsgemeinschaft 1957 entsprach nicht den Entwürfen der UEF. Die realpolitischen Erfolge der neuen Gemeinschaften führten zu inneren Spannungen unter den Föderalisten: Während die „Konstitutionalisten“ weiterhin die schnelle Verabschiedung einer demokratischen europäischen Verfassung anstrebten, akzeptierten die „Funktionalisten“ die schrittweise Integration durch die neu gegründeten Institutionen, auch wenn diese noch nicht dem Ideal eines Bundesstaates entsprachen. 1954 setzte sich die UEF noch einmal geschlossen für die Europäische Politische Gemeinschaft ein, die als Ansatzpunkt für einen europäischen Bundesstaat gesehen wurde. Nachdem deren Ratifizierung jedoch im französischen Parlament gescheitert war, nahmen die Konflikte in der UEF überhand. Im Juli 1956 spaltete sie sich auf in das konstitionalistische Mouvement Fédéraliste Européen (MFE) um Altiero Spinelli, das weiterhin eine echte europäische Verfassung forderte, und die funktionalistische Action Européenne Fédéraliste (AEF), die sich für den schrittweisen Ausbau der Europäischen Gemeinschaften einsetzte. Beide Gruppierungen übten jedoch in den folgenden Jahren nur noch wenig Einfluss auf die Europapolitik aus.

Die Flagge der Europäischen Union ist bei Europäischen Föderalisten parallel zur Flagge der Bewegung sehr beliebt.

Anfang der 1970er Jahre kam es noch einmal zu einer Revitalisierung der UEF. Nachdem sich MFE und AEF 1973 wiedervereinigt hatten, konzentrierte sich ihre Arbeit auf die Forderung nach einer Direktwahl des Europäischen Parlaments, die 1976 von den Mitgliedstaaten der Europäischen Gemeinschaften beschlossen wurde und 1979 zum ersten Mal stattfand. Die Föderalisten hofften, dass die verbesserte demokratische Legitimation des Europaparlaments diesem einen neuen Anlauf zu einem Bundesstaat erlauben würde. Tatsächlich setzte sich der 1979 zum Europaabgeordneten gewählte Altiero Spinelli dafür ein, dass das neu gewählte Parlament die Rolle einer Verfassunggebenden Versammlung übernehmen solle. 1984 verabschiedete das Parlament mit überwältigender Mehrheit einen europäischen Verfassungsvertrag, der vom Ausschuss für konstitutionelle Fragen unter Federführung Spinellis ausgearbeitet worden war. Dieser Entwurf, der letzte konkrete Versuch zur Gründung eines europäischen Bundesstaats, scheiterte jedoch, da er nicht von den Mitgliedstaaten ratifiziert wurde. Die Gipfeltreffen des Europäischen Rats in Fontainebleau 1984 und Mailand 1985, auf denen die Staats- und Regierungschefs eine Reform der europäischen Institutionen ohne Berücksichtigung des Verfassungsentwurfs beschlossen, waren von Großdemonstrationen der UEF begleitet; die Mailänder Demonstration mit rund 100.000 Teilnehmern war die größte Demonstration in der Geschichte des europäischen Föderalismus.
In den 1990er Jahren brach mit fortschreitender europäischer Integration die Basis für die Aktivitäten der UEF immer weiter zusammen. Gefördert von der Europäischen Kommission beschränkte sich die UEF zunehmend auf Aktionen für eine Parlamentarisierung und Demokratisierung der Europäischen Union und für eine stärkere Rolle der europäischen Parteien. Sie setzte sich für die Abschaffung der innereuropäischen Grenzkontrollen durch das Schengener Abkommen ebenso wie für den 2004 verabschiedeten und letztlich gescheiterten EU-Verfassungsvertrag ein.

### Präsidenten
Präsidenten des Exekutivvorstandes
- Hendrik Brugmans 1947–1949
- Henry Frenay 1950–1952
- Altiero Spinelli 1955–1956
- Grégoire Gafenco 1956
- Alexandre Marc 1957
- Raymond Rifflet 1959–1964
- Mario Albertini 1966

Präsidenten (bis 1966 „Präsidenten des Zentralkomitees“)
- Henri Genet 1947
- Henry Frenay 1948–1949
- Hendrik Brugmans 1950
- Eugen Kogon 1950–1952
- Henry Frenay 1955
- Grégoire Gafenco 1956
- Enzo Giacchero 1957
- Enzo Giacchero 1959–1962
- Étienne Hirsch 1964–1972
- Etienne Hirsch – J.H.C Molenaar 1972
- Mario Albertini 1975–1982
- John Pindar 1984–1987
- Francesco Rossolillo 1989–1994
- Jo Leinen 1997–2004
- Mercedes Bresso 2006–2008
- Andrew Duff 2008–2013
- Elmar Brok 2013–2018
- Sandro Gozi seit 2018

### Generalsekretäre
- Raymond Silva 1947–1948
- Albert Lohest 1949–1950
- Guglielmo Usellini 1950–1957
- André Delmas 1959–1962
- Orio Giarini 1962–1967
- Ludo Dierickx 1969
- Caterina Chizzola 1972–1989
- Gérard Vissels 1992–1994
- Bruno Boissière 1997–2004
- Friedhelm Frischenschlager 2005–2006
- Joan Marc Simon 2007–2008
- Christian Wenning 2010–2014
- Paolo Vacca 2014–2020
- Anna Echterhoff seit 2020

## Organisation
Die UEF ist der Dachverband ihrer nationalen Mitgliedsorganisationen (Sektionen), die jeweils eigenständige Vereine bilden und weitgehend unabhängig voneinander operieren. Die nationalen Organisationen sind weitgehend frei bei der Organisation konkreter Aktionen, solange sich diese in das allgemeine politische Rahmenprogramm der UEF einfügen. Fast alle zwei Jahre trifft sich der Kongress, auf dem sich Delegierte der nationalen Organisationen versammeln. Er legt die politischen Rahmenlinien der UEF fest, ernennt den Präsidenten, kann die Statuten verändern und wählt die Hälfte der Mitglieder des Bundeskomitees. Dieses Komitee, dessen andere Hälfte von den nationalen Sektionen gewählt wird, koordiniert die Tätigkeiten zwischen den Kongressen, bewilligt den jährlichen Etat und wählt den Vorstand, der für die Umsetzung der Beschlüsse von Kongress und Komitee zuständig ist. Außerdem ernennt das Komitee den Schatzmeister und (auf Vorschlag des Vorstands) den Generalsekretär, der die alltägliche Arbeit leitet. Als weitere Organe gibt es die Konferenz der Vertreter der Mitgliedsorganisationen, die sich auf Aufforderung des Vorstands oder wenigstens zweier nationaler Sektionen versammelt und Delegierte der nationalen Vereine sowie den Präsidenten, den Generalsekretär und den Schatzmeister umfasst. Die Konferenz hat eine beratende Funktion für das Komitee und legt die Mitgliedsbeiträge fest. Für die Beilegung von Konflikten in der Organisation gibt es einen Schiedsausschuss, der aus sieben vom Kongress gewählten Mitgliedern besteht.

### Vorstand
| UEF-Vorstand (2023) |
| --- |
| Präsident: Sandro Gozi MdEP (Italien/Frankreich) |
| Vizepräsidenten: Domenèc Ruiz Devesa (Spanien/Katalonien), Luisa Trumellini (Italien), Markus Ferber (Deutschland)                                                            |
| Schatzmeister: Roland Hühn (Deutschland) |
| Generalsekretärin: Anna Echterhoff (Deutschland) |
| Weitere Vorstandsmitglieder: Raphaël Bez, Daniel Gerer, Daphne Gogou, François Mennerat, Eszter Nagy, Giulia Rossolillo, Laura Tatarėlytė, Wolfgang Wettach, Birgit Wille     |
| JEF-Präsident: Antonio Argenziano |
| Ehrenpräsidenten: Andrew Duff MdEP (Großbritannien), Jo Leinen MdEP (Deutschland)                                                                                             |
| Ehrenmitglieder: Alfonso Iozzo (Italien), Friedhelm Frischenschlager (Österreich), Guido Montani (Italien), Sergio Pistone (Italien),                                         |
| UEF-Vorstand (2013) |
| Präsident: Elmar Brok MdEP (Deutschland) |
| Vizepräsidenten: Philipp Agathonos (Österreich), Isabelle Durant (Belgien), Francesco Ferrero (Italien), Andrej Kowatschew (Bulgarien), Heinz-Wilhelm Schaumann (Deutschland) |
| Schatzmeister: Kolja Bienert (Katalonien) |
| Generalsekretär: Paolo Vacca (Italien) |
| Weitere Vorstandsmitglieder: Florent Banfi, François Mennerat, Petroula Nteledimou, Dominique Ostyn, Arielle Rouby, Luisa Trumellini, Catherine Vieilledent                   |
| JEF-Präsident: Christopher Glück |
| Ehrenpräsidenten: Andrew Duff MdEP (Großbritannien), Jo Leinen MdEP (Deutschland), John Pinder (Großbritannien)                                                               |
| Ehrenmitglieder: Alfonso Iozzo (Italien), Friedhelm Frischenschlager (Österreich), John Parry (Großbritannien), Sergio Pistone (Italien), Guido Montani (Italien)             |

### Bundeskomitee
Höchstes Beschlussorgan zwischen den Kongressen, die in der Regel alle zwei Jahre stattfinden, ist das Bundeskomitee. Es setzt sich zusammen aus den vom Kongress gewählten persönlichen Mitgliedern und den Delegierten der Mitgliedsverbände. Das Präsidium des Bundeskomitees wird derzeit in gleichberechtigter Position wahrgenommen von: Michele Ciavarini Azzi (Belgien), Peter Strempel (Österreich), Elina Viilup (Estland).
Das Bundeskomitee wählt bis auf den Präsidenten, der vom Kongress gewählt wird, alle Mitglieder des Vorstandes. Es nimmt die Berichte des Vorstandes entgegen und beschließt über den Haushalt des Verbandes. Zwischen den Kongressen berät und beschließt das Bundeskomitee die politische Ausrichtung des Verbandes.

### Nationale Mitgliedsorganisationen

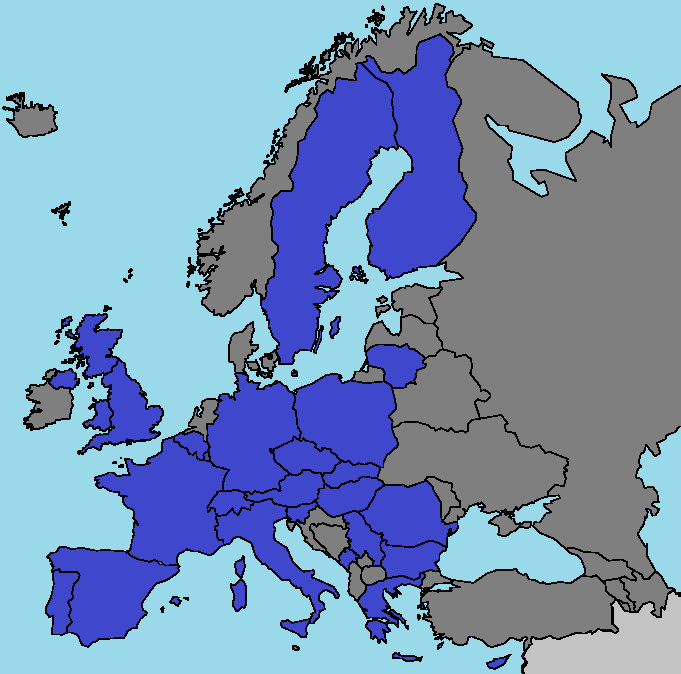
Staaten mit Mitgliedsorganisationen der Union der Europäischen Föderalisten, Stand 2018

| Land                   | Mitgliedsorganisation                                               | Gründungsdatum                        | Webpräsenz                        |
| ---------------------- | ------------------------------------------------------------------- | ------------------------------------- | --------------------------------- |
| Belgien                | UEF België / UEF Belgique                                           |                                       | uef.be                            |
| Bulgarien              | UEF Balgarija                                                       | 2002                                  | uefbulgaria.eu                    |
| Deutschland            | Europa-Union Deutschland                                            | 9. Dezember 1946                      | europa-union.de                   |
| Finnland               | Eurooppafederalistit                                                | 2007                                  |                                   |
| Frankreich             | UEF France                                                          |                                       | Union des Fédéralistes Européens  |
| Griechenland           | European Federalist Movement Greece                                 |                                       | Το blog των Ελλήνων Φεντεραλιστών |
| Italien                | Movimento Federalista Europeo                                       | 1943                                  | mfe.it                            |
| Litauen                | Europos Federalistų Sąjunga Lietuvoje                               | 3. Februar 2012                       |                                   |
| Luxemburg              | UEF Luxembourg                                                      |                                       | Facebook: UEFLuxembourg           |
| Montenegro             | Union of European Federalists Montenegro                            | 2011                                  |                                   |
| Nordmazedonien         | Unija na Ewropski Federalisti na Makedonija                         | 24. April 2019                        | uefm.mk                           |
| Österreich             | Europäische Föderalistische Bewegung Österreich                     | 31. Januar 1955                       | efb.at                            |
| Polen                  | Unia Europejskich Federalistow Polska                               | 1994                                  | uef.lodz.pl                       |
| Portugal               | Federalistas Europeus – União dos Federalistas Europeus em Portugal |                                       |                                   |
| Rumänien               | Uniunea Europeană Banat din România – UEBR                          | 1995 (Relaunch 2007)                  |                                   |
| Schweden               | Europafederalisterna                                                |                                       | europafederalisterna.eu           |
| Schweiz                | Europäische Bewegung Schweiz                                        | 1998, Vorläufer 1934 als Europa-Union | europa.ch                         |
| Serbien                | Unija Evropskih Federalista Srbija (Mitglied seit 30. Oktober 2010) | 2. Mai 2009                           |                                   |
| Slowakei               | Únia Európskych Federalistov                                        | 2013                                  | federalisti.sk                    |
| Slowenien              | Društvo Združena Evropa Slovenije                                   |                                       |                                   |
| Spanien                | Unión de Europeístas y Federalistas de España                       | November 2013                         | uefspain.eu                       |
| Tschechien             | UEF Česká Republika                                                 |                                       | uef.cz                            |
| Ungarn                 | Európai Föderalisták Uniója Magyarország                            | 2013                                  | federalists.hu                    |
| Vereinigtes Königreich | Federal Union                                                       | August 1938 als Pax Union             | federalunion.org.uk               |
| Zypern                 | European Federalist Movement of Cyprus                              | 2004                                  |                                   |
| Europäische Union      | UEF Groupe Europe                                                   | 12. April 1975                        | Facebook: UEF-Groupe-Europe       |